# I fratelli neri (film)
I fratelli neri (Die schwarzen Brüder) è un film del 2013 diretto da Xavier Koller, basato sull'omonimo romanzo di Lisa Tetzner e Kurt Held.

## Trama
Intorno alla metà del XIX secolo una famiglia di contadini svizzeri del Canton Ticino si trova costretta, data la condizione di miseria in cui vive, a vendere il quattordicenne Giorgio al signor Antonio Luini, un uomo senza scrupoli, che lo porterà a Milano per fargli fare lo spazzacamino. Durante il tragitto, attraversando il Lago Maggiore, l'imbarcazione sulla quale si trova Giorgio insieme ad altri ragazzi viene colpita da un fulmine e affonda. Oltre a Luini, sopravvivono solamente in quattro.
Giunti a Milano vengono venduti come bestie, Giorgio viene comprato dallo spazzacamino Battista Rossi che lo porta in casa sua e qui conosce la figlia Angeletta, la quale si offre di insegnargli a leggere e scrivere e con cui instaura un rapporto d'affetto. Giorgio fa amicizia con altri ragazzi nella sua stessa difficile situazione, i quali vengono trattati come veri e propri schiavi, ed entra a far parte della banda dei "fratelli neri", i cui membri si sorreggono a vicenda, si difendono dalla miseria e lottano contro la banda dei "lupi" che ruba loro le mance faticosamente guadagnate.
Dopo la morte per una grave malattia di Alfredo, uno spazzacamino, le due bande siglano la pace e si alleano per catturare Luini, sul quale in Svizzera pende una taglia di mille franchi. Con l'aiuto di padre Roberto i ragazzi escogitano una trappola e lo consegnano alle autorità svizzere; i soldi della ricompensa andranno alle famiglie delle vittime del naufragio. Al termine di questa vicenda Giorgio riesce a fare ritorno a casa dalla propria famiglia portando con sé Angeletta.

## Distribuzione
Il 29 settembre 2013 è stato presentato al Festival di Zurigo. Il 19 dicembre 2013 è uscito nella Svizzera tedesca, mentre il 27 febbraio 2014 nella Svizzera italiana.